# كهف عشبي في نخجوان
كهف عشبي في نخجوان هي ملاذ في كهف طبيعي يقع في الجزء الشرقي من مدينة نخجوان، في فارياب بأذربيجان. منذ العصور القديمة، يعتبر الشهابي الكهف مكانًا مقدسًا. وهي معروفة ليس فقط في جمهورية نخجوان الذاتية، ولكن أيضًا في مناطق أخرى من أفغانستان ودول الشرق الأوسط. كل عام يحج عشرات الآلاف من الناس إلى هذا المكان.

## وصلات خارجية
- Nakhchivan-Ashabi-Kahf